# Strabomantis cheiroplethus
Strabomantis cheiroplethus är en groddjursart som först beskrevs av Lynch 1990.  Strabomantis cheiroplethus ingår i släktet Strabomantis och familjen Strabomantidae. IUCN kategoriserar arten globalt som sårbar. Inga underarter finns listade i Catalogue of Life.